# Harriet Hudson
Harriet Hudson (Toowoomba, 23 de enero de 1998) es una deportista australiana que compite en remo. Participó en los Juegos Olímpicos de Tokio 2020, obteniendo una medalla de bronce en la prueba de cuatro scull.

## Palmarés internacional
| Juegos Olímpicos | Juegos Olímpicos | Juegos Olímpicos  | Juegos Olímpicos |
| Año              | Lugar            | Medalla           | Prueba           |
| ---------------- | ---------------- | ----------------- | ---------------- |
| 2020             | Tokio (Japón)    | Medalla de bronce | Cuatro scull     |